# Norma Abdala de Matarazzo
Norma Amanda Chuchi Abdala de Matarazzo (Fernández, Argentina, 13 de abril de 1948) es una política argentina perteneciente al Frente Cívico por Santiago. Desde 2009 se desempeñó como diputada nacional por la Provincia de Santiago del Estero y desde 2011 como vicepresidenta primera de la Cámara de Diputados de la Nación. Anteriormente fue intendenta de Fernández entre el 2002 y el 2009. Desde diciembre de 2021, es diputada provincial en la Legislatura de Santiago del Estero.

## Biografía
Abdala nació en la localidad de Fernández en el departamento Robles, de la provincia de Santiago del Estero. En 1967 de graduó como maestra normal superior y se casó con Néstor Matarazzo, con quien tiene tres hijos.
Ingresó en la actividad pública cuando fue elegida en el 2002 como intendenta de su ciudad natal, cargo que desempeñó hasta el 2009, cuando fue sucedida por su hijo Ariel Matarazzo. Ocupó el segundo lugar en la lista del Frente Cívico por Santiago (aliado del Frente para la Victoria) y logró entrar en la Cámara de Diputados de la Nación. trabajó en la elaboración de una guía para el lenguaje no sexista en la Cámara de diputados Se desempeñó como vicepresidenta primera de la Cámara desde 2011 y fue vocal de las comisiones de Asuntos Municipales; Cultura; Defensa Nacional; y Discapacidad. También presentó los proyectos de transferencia de Terrenos del Ferrocarril Mitre a la Municipalidad de Fernández, para que la municipalidad continúe con las obras y pueda destinar parte de su presupuesto en áreas de recreación de uso común. Desarrolló el proyecto de la Ley Federal de Cultura, que tiene por objeto afirmar la responsabilidad del Estado en la implementación de la política cultural a nivel nacional, garantizar el derecho a la cultura para todos los habitantes del país y regular el ejercicio de los derechos culturales consagrados por la Constitución Nacional y en los Tratados Internacionales incorporados a ella. Además presentó el proyecto que contempla instaurar el día 7 de mayo como "Día Nacional de la Mujer Argentina".
En 2010, durante el debate de la Ley de Matrimonio Igualitario, votó en contra de aprobar dicha norma. En diciembre de 2020, durante el debate de la Ley de Interrupción Voluntaria del Embarazo, votó en contra de su aprobación.
En diciembre de 2021, asumió como diputada provincial y fue elegida por sus pares como presidenta provisional de la Cámara de Diputados de Santiago del Estero.